# 宰齊夫
50°16′43″N 30°21′33″E / 50.27861°N 30.35917°E
宰齊夫（烏克蘭語：Зайців）是位於烏克蘭北部的村莊，由基辅州法斯蒂夫區的赫萊瓦哈市鎮負責管轄。該村始建於1920年，面積0.12平方公里，2001年人口22，人口密度每平方公里158.3人。